# Андреа Беккарі
Андреа Беккарі (італ. Andrea Beccari, 12 червня 1978) — італійський плавець.
Учасник Олімпійських Ігор 2000, 2004 років.
Призер Чемпіонату світу з водних видів спорту 2001 року.
Переможець літньої Універсіади 2001 року, призер 2003 року.